# Рокурокуби
Рокурокуби (яп. ろくろ首, 轆轤首  «шея, как гончарный круг») — нечисть из японского фольклора. Они выглядят как нормальные люди днём, но ночью получают сверхъестественную способность удлинять шеи. Они также могут менять свои лица, чтобы пугать смертных. Есть два типа рокурокуби: у первого сильно растягивается шея, а у второго голова отделяется от шеи и свободно парит (этот тип называется нукэкуби (пер. «съёмная шея»)). Рокурокуби фигурируют в классических кайданах (рассказах о сверхъестественном) и в произведениях о японских чудовищах.
В японских легендах рокурокуби близки к персонажам-трикстерам, которые пугают людей, шпионят за ними и жестоко разыгрывают их, для чего порой прикидываются дураками, пьяными, слепыми и так далее.
Согласно японским преданиям, некоторые рокурокуби в обычной жизни часто живут неприметно, могут иметь супругов-людей. Некоторые из них предпринимают отчаянные усилия, чтобы не превращаться в чудовищ. Другие и вовсе не знают про своё второе естество.

## Нукэкуби
Нукэкуби – это подвид рокурокуби, у которых голова отделяется от тела и плавает по воздуху. Этот подвид пришел в народное творчество раньше, чем рокурокуби с удлиненной шеей. В классической литературе есть истории, в которых люди рассказывают, как видели в ночной тьме летающие головы. Иногда нукэкуби творят жуткие вещи, например, нападают на людей и выпивают их кровь.
Иногда отделение головы от тела рассматривается как метафора, означающая душу, покидающую тело во время сна. Такая интерпретация указана, например, в «Повестях, рассказанных Сорори» («Сорори моногатари», яп.曾呂利物語), в главе «Дикие мысли женщины, блуждающие вокруг». В той же книге мужчина увидел на улице нукэкуби – женскую голову – и погнался за ней с мечом. Голова успела скрыться в каком-то доме, а потом люди слышали внутри голос: «Мне привиделся страшный сон. Меня преследовал мужчина с мечом. Я бежала всю дорогу домой, а потом проснулась».

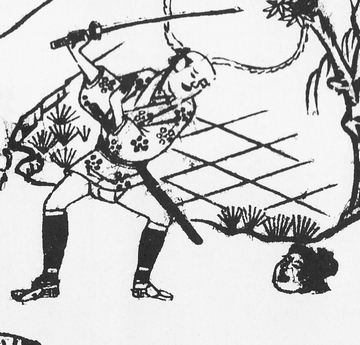
"О рокурокуби в провинции Этидзэн", "Сборник ста повестей разных провинций"

Другая история представлена в «Собрании ста повестей разных провинций» («Сёкоку хяку моногатари», яп.諸国百物語), автор которого черпал вдохновение из «Повестей, рассказанных Сорори». В главе «О рокурокуби в провинции Этидзэн» рассказывается о девушке, страдающей проклятием нукэкуби. Её голова прогрызала двери и ворота, которые от неё запирали. Девушка преследовала молодых мужчин. Когда узнала о проклятии, то ей стало так стыдно, что она ушла от мужа, отрезала волосы и покончила с собой.
В книге «Анализ ста старых и новых повестей о призраках» («Кокон хяку моногатари хёбан», 古今百物語評判) Ямаоки Гэнрина есть глава, которая называется «Как священник Дзэцуган увидел рокурокуби в Хиго». В провинции Хиго (ныне префектура Кумамото) жена владельца гостиницы была рокурокуби: по ночам её голова жила своей жизнью, а наутро все приходило в норму, но на шее оставался след в виде тонкой линии. В той же книге повествуется о женщине-рокурокуби из деревни Тава, у которой на шее есть кольцеобразный синяк.

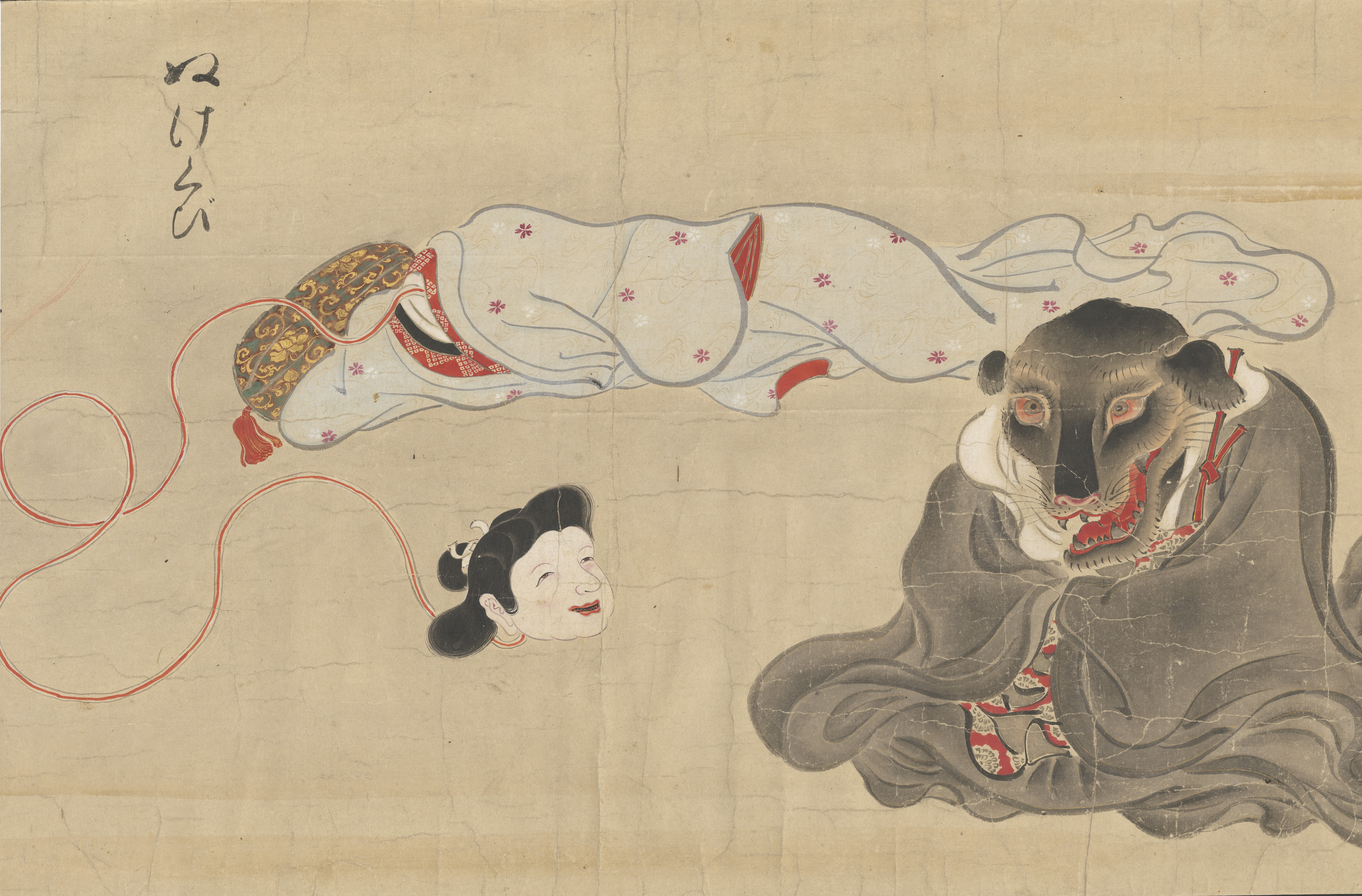
Нукэкуби. Свиток картинок бакэмоно.

В «Записях гробницы императора Китая» («Тюрё манроку», 中陵漫録) есть история о деревне рокурокуби, находящейся у подножия горы Ёсино, где все жители, даже дети, носят шарфы, чтобы скрыть линию вокруг шеи.  
В «Рассказах первого из шестидесяти вечеров» («Касси ява», яп.甲子夜話), написанных Мацура Сэйдзан, повествуется о больной женщине из провинции Хитати. Её мужу посоветовали достать печень белой собаки, потому что она якобы помогает избавиться от «болезни» рокурокуби. Муж убил собаку и дал жене её печень как лекарство. Женщина вылечилась от «болезни», но проклятие перешло на их дочь. Голова дочери-рокурокуби по ночам охотилась на белых собак и загрызала их до смерти.
Чаще всего рокурокуби и нукэкуби – женщины, но в «Сёсай хикки» (яп.蕉斎筆記) упомянут нукэкуби-мужчина. Священник безмятежно спал в храме, когда перед ним появилась голова, парящая в воздухе. Он проснулся, схватил её и бросил в сторону – и больше не видел. Утром прислужник того храма сказал, что желает попрощаться. На вопрос «Почему?» прислужник ответил так: «У меня болезнь нукэкуби, и я боюсь, что с этого момента она будет слишком сильно мешать моей работе». Прислужник вернулся домой в провинцию Симоса, где эта «болезнь» считалась распространенной. 

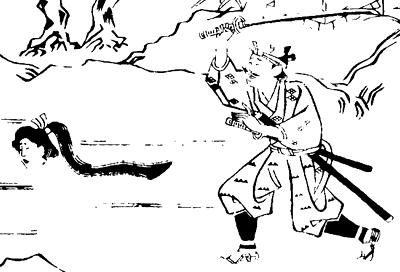
"Дикие мысли женщины, блуждающие вокруг" из "Повестей, рассказанных Сорори"

Рассказы про рокурокуби редко были историями со счастливым концом. Чаще всего, когда истинную сущность рокурокуби раскрывали, с человеком случалось что-то плохое. Однако в эссе «Мешок того, что слышали мои уши» (Мимибукуро, яп.耳袋), написанном Нэгиси Сидзумори, описывается иная ситуация: одну женщину считали носительницей сущности рокурокуби, но, поскольку это не было доказано, соседи не портили ей жизнь.
В книге Лафкадио Херна «Призраки и чудеса старинных японских сказаниях Кайданы» говорится, что нукэкуби едят червей и насекомых, пойманных на деревьях. Там же описывается способ убийства рокурокуби. Теоретически у них есть слабость, которой можно воспользоваться, когда тело спит, а голова летает где-то: если тело переместить или спрятать, то голова не сможет с ним соединиться, "она... три раза ударится оземь, подпрыгивая, как мячик, затем начнёт задыхаться, будто от смертельного страха, и немедленно умрёт". Было также написано, что рокурокуби не могут напасть на человека, пока тот читает буддийские молитвы или сутры.

## Рокурокуби с удлинённой шеей
В период Эдо начали появляться рассказы о людях, у которых во время сна сильно растягивается шея.
Считается, что идея существа с удлинённой шеей возникла из-за неверной интерпретации визуальных образов нукэкуби, раннего подвида рокурокуби. Предположительно, у нукэкуби есть некая нить, соединяющая голову с телом, поэтому люди могли неверно принять её за удлиненную шею на изображениях. 

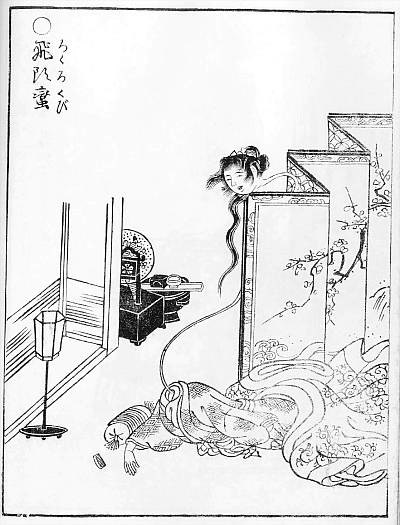
Рокурокуби. Торияма Сэкиэн "Ночной парад сотни демонов в картинках", 1776. То, что здесь изображено, - нить, связывающая голову и тело, а не шея.

В «Рассказах первого из шестидесяти вечеров» («Касси ява», яп.甲子夜話) некий господин заметил, что масло в лампах слишком быстро заканчивается. Так, одну из служанок начали подозревать в том, что она рокурокуби. Однажды ночью хозяин дома решил это проверить и увидел, как какой-то непонятный пар поднимается из её груди. Пар становился густым и застилал её голову, а потом хозяину показалось, что шея служанки растянулась. Служанка заворочалась и перевернулась на другой бок, но голова её осталась неподвижной. Она выглядела как обычный человек, но тем не менее её уволили. Где бы она ни останавливалась в поисках работы, нигде не задерживалась надолго.
Дзиппэнся Икку, автор ёмихона (иллюстрированного романа) «Записки о сверхъестественном всех провинций" («Реккоку кайдан кикигаки дзоси», 列国怪談聞書帖) предположил, что удлиненные шеи рокурокуби – это кармическое воздаяние. Кайсин, монах из Энсю, и женщина по имени Оёцу вместе сбежали из дома. Когда Оёцу слегла с болезнью и у них не было денег на лечение, монах убил её и украл сбережения. Кайсин вернулся к разгульной жизни. Однажды он остановился в гостинице и уединился с дочерью владельца гостиницы. Когда наступила ночь, шея девушки растянулась, а лицо стало таким же, как у покойной Оёцу, которая в гневе обвинила его в убийстве. Кайсин раскаялся и рассказал все отцу девушки. Отец, как оказалось, тоже когда-то убил свою жену. Он украл её деньги и на эти средства открыл гостиницу. Вскоре карма настигла его, и его дочь стала рокурокуби. Кайсин после этого вернулся к монашеской жизни. Он сделал для Оёцу могилу, которую назвал курганом рокурокуби.

## Устная традиция
Устная традиция тоже богата историями про рокурокуби. Например, существует легенда, что на старой дороге между деревнями Ива и Акэти в префектуре Гифу змея превратилась в рокурокуби. В районе Коикубо префектуры Нагано тоже есть дом, в котором якобы видели рокурокуби.
В период Бунка были популярны кайданы про куртизанок, чьи шеи плавно растягивались, когда они уединялись с гостями. Также говорилось, что они пили ламповое масло. 

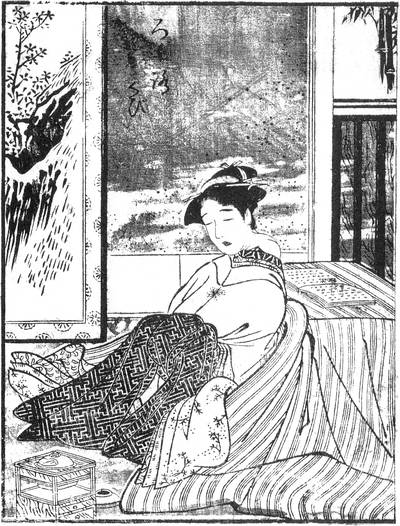
"Записки о сверхъестественном всех провинций", Дзиппэнся Икку

В «Записях всех направлений» («Сёхо кенбунроку», 諸方見聞録) есть упоминание так называемого шоу уродов, которое проводилось в 1810 году в городе Эдо и на котором показывали мужчину-рокурокуби с удлиненной шеей.
В период Мэйдзи рассказывали историю о дочери торговца, у которой удлинялась шея. Несмотря на синтоистские и буддийские молитвы, она не излечилась, и в конце концов об этом узнал весь город. Члены семьи не могли это вынести, поэтому они ушли, не оставив ни единой зацепки относительно места, куда отправились.

## Магические представления
Рокурокуби – это ещё и разновидность японского иллюзионизма с использованием занавеса и кукол в натуральную величину без голов. Куклу одевают в кимоно, и она сидит в положении сэйдза (традиционной японской позе) перед занавесом. За занавесом есть веревка и исполнительница, которая показывает только свое лицо. Когда актриса театра садится на корточки и привстает, искусственная шея сжимается и растягивается соответственно. Таким образом создается пародия на рокурокуби.
В журналах периода Мэйдзи приводятся объяснения, сопровождаемые иллюстрациями, как делается этот трюк. Раскрытие магических трюков соответствовало духу времени той эпохи, поэтому многие стремились разоблачить и этот фокус.
В период Тайсё во время фестивалей на территориях храмов и святилищ ставили палатки, в которых посетителям показывали «рокурокуби». Это развлечение пользовалось спросом.

## Похожие истории у других народов
В энциклопедии «Китайско-японское собрание сведений о трех стихиях в картинках», 1712—1715, («Вакан сансай дзуэ», 倭漢三才圖會) упомянуты китайские существа, у которых голова отделяется от тела и парит в воздухе. Их называют фэйтоумань («летающая голова», 飛頭蛮). Они используют свои уши как крылья и едят насекомых. Так что нукэкуби, вероятнее всего, произошли от них. Как и у рокурокуби, у фэйтоуманя есть линия вокруг шеи. В китайской мифологии также упоминается чудовище, называемое лотоу или луотоу (落頭). Его голова тоже отрывается от тела, спящего на футоне. В эпоху Цинь на юге государства существовало целое племя, называемое лотоуминь или луотоуминь (落頭民).
В китайской книге «Записки о поисках духов» («Соу шень цзи», 搜神記) написано, что в период Троецарствия генерал Восточной У Чжу Хуан нанял служанку, которая была луотоу:
«Каждую ночь, едва она ложилась, голова у нее улетала, выбираясь наружу и возвращаясь внутрь либо через собачий лаз, либо через дымоход в крыше. Крыльями ей служили уши. К рассвету возвращалась обратно.
Так было много раз. Все кругом удивлялись этому. Как-то ночью осветили служанку и увидели только тело, без головы. Было тело чуть теплым, а дыхание почти незаметным. Тогда на тело накинули покрывало. Подошел рассвет, голова вернулась, но приладиться никак не могла — покрывало мешало. После двух-трех попыток упала на землю и так уж жалобно зарыдала. А тело задышало чрезвычайно часто, казалось, что вот-вот умрет. Тут покрывало откинули, голова взлетела, приложилась к шее, и через некоторое время все затихло.

Хуань решил, что это — страшный оборотень, испугался, что не сможет с ним совладать, и вскоре отослал служанку из своего дома. И только когда разобрался получше, понял, что таковы были ее природные свойства».
— пер. Л. Н. Меньшикова
В Индонезии, Малайзии и Таиланде есть легенды о существах, чьи головы отделяются от тела и парят, пока их внутренности болтаются, прикрепленные к голове, по воздуху.
Чончон — мифическое существо из Южной Америки, которое принимает форму человеческой головы и летает по воздуху, высасывая из людей жизнь.
Манананггал — это существо из филиппинской мифологии. Этот монстр женского пола немного отличается от уже описанных, так как его тело отрывается от талии и летает оно с помощью гигантских крыльев, похожих на крылья летучей мыши.
Исследователь ёкаев Тада Кацуми предполагает, что эти мифические существа пришли в Японию в периоды Муромати и Адзути-Момояма, когда еще велась торговля с южным Китаем и Юго-Восточной Азией. В период Эдо, когда Япония приняла политику самоизоляции, развивалась концепция японского чудовища рокурокуби.